# Amour sacré et Amour profane
Amour sacré et Amour profane (Amor sacro e Amor profano) est un tableau de Titien (1488-1576) peint en 1514 représentant deux femmes assises sur un bassin.

## Histoire
Titien peint ce tableau vers 1514. Ce dernier a probablement été commandé par Niccolò Aurelio, secrétaire vénitien du Conseil des dix, identifié par son blason apparaissant sur le sarcophage ou la fontaine au centre de l'image, pour célébrer son mariage avec une jeune veuve, Laura Bagarotto. La peinture représente probablement la mariée vêtue de blanc, assise à côté de Cupidon et assistée par Vénus en personne.
L'œuvre achetée en 1608 par le mécène Scipione Borghese est conservée avec d'autres œuvres de la collection Borghèse à la Galleria Borghese à Rome.
En 1899, une offre de la famille de banquiers Rothschild d'acheter les œuvres de la Galerie pour 4 millions de lires (supérieure à la valeur de l'ensemble du bâtiment Galleria Borghese et de ses collections estimée à 3 600 000 lires) a été refusée.

## Description
La femme nue, la Vénus Uranie, représente le bonheur éternel et céleste, ainsi que le principe de l’amour spirituel. La jeune femme habillée est la Venus terrestre, une personnification de l’amour terrestre. La Venus céleste est nue car elle est désincarnée, son corps ne représente aucun désir contrairement à la Vénus terrestre, il n’a donc pas besoin d’être couvert. Toutes deux sont assises aux extrémités d'un bassin. Elles se ressemblent beaucoup, comme deux sœurs jumelles, mais leur comportement et habillement sont très différents. La première porte une robe blanche à manches pourpres, une couronne de myrte et tient dans sa main des roses. Elle est calme et pensive. Elle nous regarde. La seconde est surélevée par rapport à sa voisine et la regarde d’un regard empli de compréhension et de calme. Elle est nue à l’exception d’un linge blanc sur ses cuisses et d’un manteau rouge qui couvre son épaule gauche. Elle tend vers le ciel un pot à feu qu’elle tient dans sa main.
Ce tableau est une allégorie du mariage, d'un côté l'épouse habillée avec le symbole de fertilité (les deux lapins), de l'autre le symbole de l'amour sacré représenté par Venus avec en arrière-plan les chiens symbole de la fidélité, l'amour Cupidon au milieu agite l'eau du bassin pour faire le lien entre ces deux formes d'amour, ciment d'un mariage réussi.
La femme nue regarde l'autre alors que celle-ci semble regarder ailleurs et l'ignorer.
Le tableau comporte une foule de détails :
- sur le bassin qui a la forme d'un sarcophage romain, il y a un bas-relief ;
- du côté de l'amour sacré on peut voir une scène de torture (l'amour peut faire souffrir) ;
- dans le décor à gauche on peut voir un château et des lapins domestiqués ;
- dans le décor à droite on peut voir deux chiens de chasse.
- Au second plan, des arbres sombres font ressortir le premier plan, c’est-à-dire les tonalités claires des personnages.
- A l’arrière-plan, un paysage campagnard tient lieu de décor.

Ce tableau est caractéristique de l'école vénitienne grâce au jeu qui se fait sur les ombres et lumières sur les corps des deux femmes. L’œuvre s'intègre dans le courant maniériste.

## Interprétation
Le cupidon prouve, d’un point de vue iconographique, que le tableau est un dialogue sur l’amour. Et à l’époque de Titien, l’amour était un des grands sujets de conversation avec la beauté dont discutait quotidiennement l’élite sociale et intellectuelle. Ses questions se retrouvaient aussi au centre du courant philosophique du néoplatonisme qui était la philosophie dominante de l’époque.

### L'interprétation de Panofsky: la Vénus céleste et la Vénus vulgaire
La figure de la nudité devient à la Renaissance une représentation positive qui illustre une valeur comme par exemple la Vérité, l’Amour ou la Beauté par opposition à des notions éphémères. Par la suite, lorsqu’une figure nue est présente avec son homonyme vêtu, cela est symbole de Vérité au sens philosophique du terme. Ensuite, avec la philosophie néoplatonicienne, cette dualité finit par signifier le permanent et l’idéal par opposition au périssable et au sensible. Ainsi, le credo de la Renaissance est que la beauté dépouillée de tout ornement terrestre est supérieur à la beauté vêtue et décorée. Pour Panofsky, cette opposition entre beauté nue et vêtue est applicable à l’œuvre L’Amour sacré et l’Amour profane où ces deux représentations correspondent à deux formes d’amour différentes.
Toujours selon Panofsky, il existe aussi, dans cette œuvre, une opposition entre la Vénus céleste et vulgaire comme il est écrit dans Le Banquet de Platon. « Or, il y a deux Vénus, l'une ancienne, fille du Ciel, et qui n'a point de mère : c'est Vénus Uranie ou céleste ; l'autre plus jeune, fille de Jupiter et de Dioné : c'est la Vénus populaire. Il y a donc deux Amours, correspondant aux deux Vénus : le premier, sensuel, brutal, populaire, ne s'adresse qu'aux sens ; c'est un amour honteux et qu'il faut éviter. […] L'autre amour s'adresse à l'intelligence […] Celui-là est digne d'être honoré de tous et recherché. » La Vénus céleste est donc l’incarnation de l’Amour du monde des idées et la Vénus terrestre l’amour sensible et humain dans la philosophie platonicienne et néoplatonicienne.
Chacune des Vénus a ses propres attributs. La Vénus terrestre tient dans sa main des roses qui sont indéniablement symbole d’amour, mais elles peuvent aussi symboliser la peine d’amour de par leurs épines. Cette douleur, suggérée par les roses, est attribuée uniquement à la Vénus terrestre comme si la souffrance n’agissait que dans le monde sensible et humain. Cette Vénus porte aussi une couronne de myrte qui symbolise le mariage et rappelle ainsi le but de la commande de cette œuvre, honoré le mariage de Niccolò Aurelio. La seconde Vénus porte, quant à elle, un pot à feu qu’elle élève vers le ciel. Ce dernier peut évoquer l’ascension spirituelle vers le monde des idées d’où elle provient.
Les deux Vénus n’entrent pas en altercation. Elles s’opposent uniquement par leur représentation. En effet, la Vénus céleste regarde sa voisine avec un regard empli de compréhension et elles sont assises sur le même siège, bien que la Vénus céleste soit surélevée par rapport à sa voisine. En plus, Cupidon remue l’eau de la fontaine comme s’il voulait homogénéiser le liquide qui se trouve entre les deux femmes. Cupidon, chez les néoplatoniciens, est un principe de mélange cosmique. De ce fait, c’est comme s’il mélangeait les deux Vénus pour rappeler qu’elles sont faites d’une même essence : l’Amour.
Le titre, quant à lui, n’est selon Panofsky pas des plus correct, car il implique une dichotomie. Il aurait été plus pertinent de le nommer de manière à mettre en avant une échelle de valeur. Alors que l’une s’incarne comme étant la beauté universelle, éternelle et purement intelligible, l’autre est la Vénus vulgaire, celle dont chacun peut expérimenter l’amour et qui s’illustre par sa beauté périssable et changeante.

### Edgar Wind: l'initiation à l’Amour de la Beauté
Un autre historien de l’art, Edgar Wind, s’est intéressé à ce tableau. Il réfute la théorie de Panofsky, car selon lui, ce ne sont pas les deux Vénus qui sont représentées ici, mais deux genres d’amours que l’homme peut connaître.
Tout d’abord, il remarque que la figure nue est supérieure à sa voisine de par sa plus grande taille, sa posture plus vigoureuse et son bras tendu vers le ciel. En plus, derrière elle, se trouve une église, tandis que du côté de la femme vêtue, c’est un château qui est représenté. Le château pourrait symboliser ici une vie mondaine opposée à l’église qui représenterait une vie tournée vers la spiritualité. Ces différents éléments donnent donc un caractère plus noble à la figure nue.
Pour Wind, le terme de « Vénus », qu’attribue Panofsky à ses deux femmes, est beaucoup trop positif. Wind préférera la dénomination de « figure ». Pour contrer la théorie néoplatonicienne démontrée par Panofsky, Wind explique que ces deux figures portent des attributs qui ne sont pas habituelles pour symboliser Vénus, par exemple le manteau rouge et les vases.
En plus, le mouvement des figures du tableau va de la gauche vers la droite. Cela pourrait montrer que les trois figures mettent en avant une progression dans leur représentation de l’amour en passant par le cupidon qui tient, ici, son rôle usuel de médiateur. De ce fait, pour Wind le thème du tableau serait l’initiation à l’Amour de la Beauté (de Pulchritudo à Voluptas) dans une perspective mystique et non plus allégorique.
Le bas-relief, représenté sur le devant de la fontaine sur laquelle sont assises les deux femmes, montre une scène de torture. Au centre, un cheval débridé, qu’un personnage tente de maîtriser, pourrait symboliser l’amour bestial. C’était à la Renaissance l’un des symboles les plus populaires pour illustrer la passion débridée. À gauche, un homme tire une femme par les cheveux et la traîne ainsi sur le sol, laissant présager d’autres sévices à venir. À droite, un homme frappe un autre homme couché au sol et deux autres personnes apportent un poteau pour, peut-être, y attacher la victime et continuer à lui porter des coups.
Ce bas-relief pourrait montrer une troisième forme d’amour, l’amour bestial. Cette scène n’appartient pas au même domaine que les deux femmes et c’est pour cette raison que Wind pense qu’il ne s’agit pas de la représentation des deux Vénus néoplatoniciennes, mais la représentation de deux sortes d’amours, accompagné de la représentation de l’amour bestial.
Le paysage à l’arrière-plan du tableau se distingue du côté de chacune des deux femmes, car il les symbolise. Du côté de la femme vêtue, une citadelle avec un cavalier évoque peut-être une vie mondaine et la présence d’un couple de lapins rappelle l’amour charnel. Du côté de la femme nue, un chien court après un lapin comme s’il chassait l’amour charnel qui n’a rien à faire du côté de la Vénus céleste. Il y a aussi un berger qui fait paître ses moutons entre deux cavaliers et un couple enlacé. Le berger peut symboliser la protection, alors qu’il est peut-être là pour protéger le couple des cavaliers, puisqu’il se trouve entre eux. De ce côté-là, le paysage peut être défini comme étant une pastorale. Ce type de paysage est issu de l’Antiquité et montre un âge d’or où l’homme vivait en harmonie avec la nature et ne l’avait pas encore transformée. C’est donc une forme d’harmonie originelle entre l’homme et la nature.

## Conservation
Le tableau est conservé à la Galleria Borghese, ancien palais du cardinal Scipione Borghese, neveu du pape Paul V.

## Postérité
La peinture fait partie du musée imaginaire de l'historien français Paul Veyne, qui le décrit dans son ouvrage justement intitulé Mon musée imaginaire.